# Mallet
Mallet (Mazo, en español, siglas de Java "MAchine Learning for Language Toolkit") es una colección integrada de código Java útil para procesamiento de lenguajes naturales estadístico, clasificación de documentos, análisis de conglomerados, extracción de información, y otras aplicaciones de aprendizaje automático aplicadas al texto. 

## Descripción
Mallet incluye herramientas sofisticadas para la clasificación de documentos: rutinas eficientes para la conversión de texto a "características", una amplia variedad de algoritmos (incluyendo Bayes ingenuo, entropía máxima, y árboles de decisión), y código para evaluar el desempeño del clasificador utilizando varios indicadores de uso común.

## Historia
MALLET fue desarrollado principalmente por Andrew McCallum, de la Universidad de Massachusetts Amherst, con la asistencia de estudiantes de posgrado y profesores tanto de la UMASS Amherst como de la Universidad de Pensilvania.